# Красовский, Пётр Филиппович
Пётр Филиппович Красовский (1906—1984) — посадчик участка № 2 шахты «Капитальная-2» комбината «Кузбассуголь», Герой Социалистического Труда.

## Биография
Красовский П. Ф. был бригадиром забойщиков, стахановцем. Работая проходчиком, Пётр Филиппович ежедневно выполнял норму на 130—140%.
В сентябре 1948 года Министерство угольной промышленности СССР присвоило одному из лучших стахановцев Осинниковского рудника, забойщику шахты № 10 Красовскому П. Ф. звание «Почётный шахтёр СССР».
В 1956 году Пётр Филиппович был избран депутатом Тайжинского поселкового Совета депутатов трудящихся.
За выдающиеся успехи, достигнутые в деле развития угольной промышленности в годы пятой пятилетки и в 1956 году, и в деле строительства предприятий угольной промышленности 26 апреля 1957 года Президиум Верховного Совета СССР присвоил Красовскому П. Ф. звание Героя Социалистического Труда.